# Брен (Эна)
Брен (фр. Braine) — коммуна на севере Франции, регион О-де-Франс, департамент Эна, округ Суасон, кантон Фер-ан-Тарденуа. Расположена в 18 км к востоку от Суасона и в 41 км к западу от Реймса, на берегу реки Вель, притока Эны.
Население (2018) — 2 239 человек.

## Достопримечательности
- Аббатская церковь Святого Ива — главный архитектурный памятник Брена. Главная церковь бывшего аббатства Святого Ива, упраздненного во время Великой Французской революции, семейная усыпальница сеньоров де Дрё, графов де Брен — одной из ветвей дома Капетингов. Построена в XII—XIII веках, пример готики
- Шато дю Ба, резиденция графов де Брен
- Развалины Шато де ла Фоли
- Укрепления XIII века

## Экономика
Структура занятости населения:
- сельское хозяйство — 0,6 %
- промышленность — 18,5 %
- строительство — 3,5 %
- торговля, транспорт и сфера услуг — 32,9 %
- государственные и муниципальные службы — 44,6 %

Уровень безработицы (2017) — 17,1 % (Франция в целом — 13,4 %, департамент Эна — 17,8 %). 

Среднегодовой доход на 1 человека, евро (2018) — 18 960 (Франция в целом — 21 730, департамент Эна — 19 690).

## Демография
Динамика численности населения, чел.

## Администрация
Администрацию Брена с 2008 года возглавляет член партии Республиканцы Франсуа Рампельбер (François Rampelberg), представитель кантона Фер-ан-Тарденуа в Совете департамента Эна. На муниципальных выборах 2020 года возглавляемый им правый список был единственным.
| Период | Период | Фамилия            | Партия                  | Примечания                         |
| ------ | ------ | ------------------ | ----------------------- | ---------------------------------- |
| 1977   | 2001   | Гастон Косто       | Социалистическая партия | предприниматель                    |
| 2001   | 2008   | Мишель Тенёр       | Разные левые            |                                    |
| 2008   |        | Франсуа Рампельбер | Республиканцы           | вице-президент Совета департамента |

## Города-побратимы
- Брен-ле-Конт, Бельгия
- Хадерслев, Дания